# تشارلي جاكسون
تشارلي جاكسون (بالإنجليزية: Charlie Jackson)‏ هو لاعب كرة قاعدة أمريكي، ولد في 7 فبراير 1894 في غرانيت سيتي في الولايات المتحدة، وتوفي في 27 مايو 1968 في رادفورد في الولايات المتحدة.

## وصلات خارجية
- تشارلي جاكسون على موقعبيزبول رفرنس.كوم (الدوري الرئيسي) (الإنجليزية)